# Microestancia
Microestancia es un tipo de reserva de hotel de estancias de menos de 24 horas en la que el cliente escoge la hora de entrada y el tiempo que desea alojarse.
Las Microestancias comenzaron en Europa en 2012 como una manera de ofrecer flexibilidad a los clientes viajeros, permitiendo a su vez a los hoteles vender sus habitaciones más de una vez al día.
Algunas cadenas que ofrecen este tipo de reservas son: Grupo Barceló, Hyatt, Hilton, Starwood o Accor.